# Tibouchina terrariana
Tibouchina terrariana är en tvåhjärtbladig växtart som beskrevs av Célestin Alfred Cogniaux. Tibouchina terrariana ingår i släktet Tibouchina och familjen Melastomataceae. Inga underarter finns listade i Catalogue of Life.